# Wanchana Sawatdee
Wanchana Sawatdee (en thaï : วันชนะ สวัสดี / Wanchana Sawasdee), né dans la province de Lampang le 26 août 1973, est un acteur thaïlandais,.

## Filmographie
- 2007 : King Naresuan, le souverain du Siam[3]
- 2015 : Pantai Norasingha (พันท้ายนรสิงห์)
- 2018 : ขุนพันธ์ 2 (Khun Phan 2)[4],[5]

## Télévision
- 2018 : The Gifted : Supot Chueamanee